# Tenrikyō
Tenrikyō (天理教?)  , a veces traducido como tenriismo (天理教), es una religión monoteísta surgida en 1838, y es una de las religiones modernas de Japón. Es un movimiento religioso de origen japonés perteneciente al grupo de los shinshūkyō (los nuevos movimientos religiosos de Japón). 

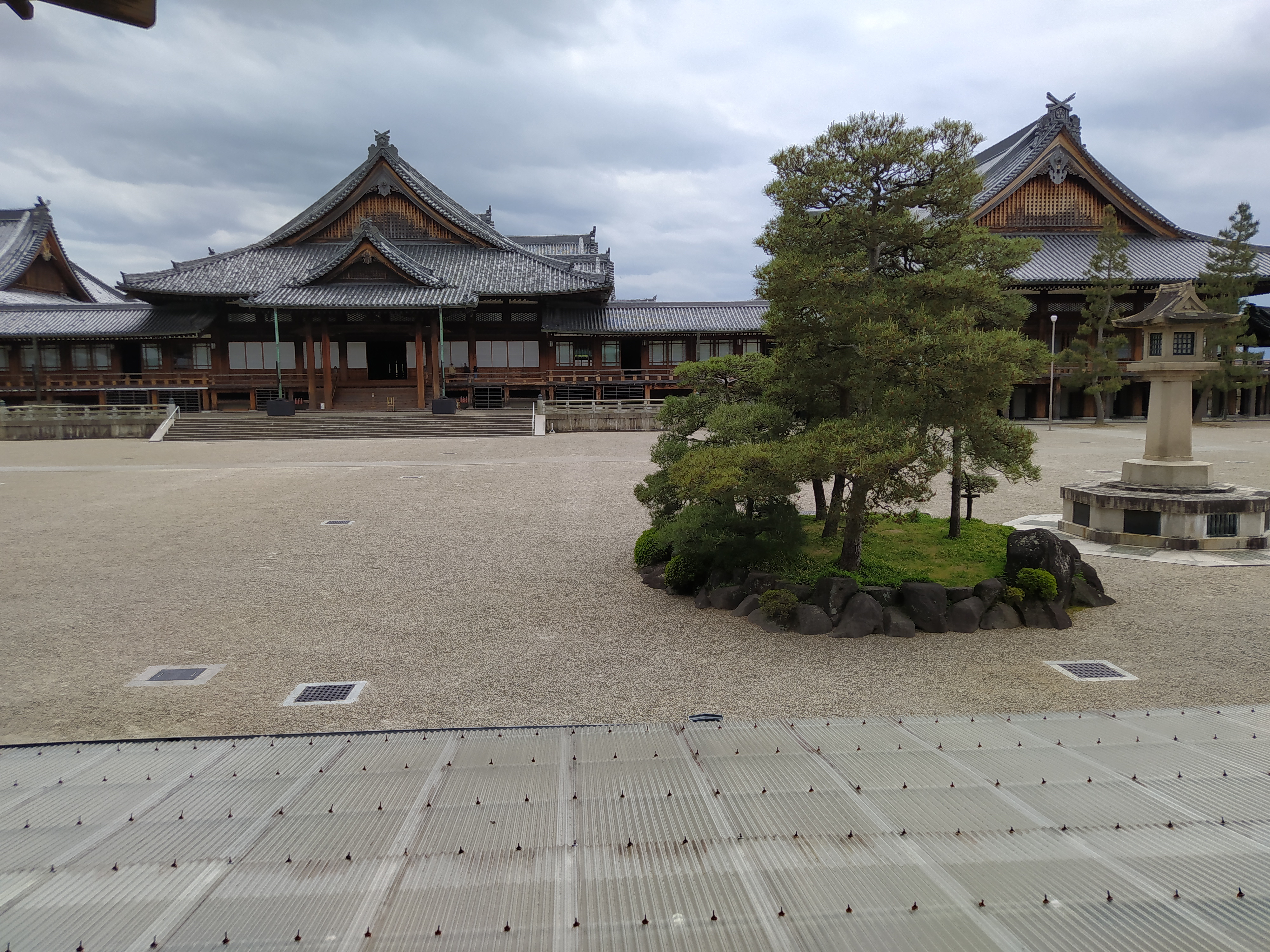
Sede principal del Tenrikyo, en la ciudad de Tenri (Japón)

Su principal referencia, Nakayama Miki (1798–1887), fue una mujer carismática que a la edad de 40 años, en los inicios fundacionales de la religión, indica de que fue tomada como templo vivo por Dios Oyagami. Enseñó a celebrar el Tsutome, caracterizada por movimientos de manos y danzas sagradas acompañadas por instrumentos musicales, también elaboró una doctrina que enfatiza la caridad y la curación de padecimientos mediante la administración del Sazuke. Sus escritos y acciones fueron considerados modelos divinos. 
La doctrina de Tenrikyo fue uno de los movimientos religiosos más influyentes en Japón inmediatamente después de la Segunda Guerra Mundial y su asociación alcanzaba cerca de 2,5 millones de integrantes hacia finales del siglo XX.
Todos los creyentes de Tenrikyo están en busca de ser yoboku y alcanzar el yokigurashi que es una vida plena de alegría y felicidad.
La sede principal del Tenrikyō se ubica en la localidad de Tenri, Nara, Japón. En Tenri, según los precepto de esta religión, se ubica el lugar donde el Dios Oyagami creó a la humanidad. Por lo tanto, la sede principal allí ubicada es donde está el lugar sagrado de dicha creación, llamado Yiba, el cual es considerado como la cuna y el hogar de todos los seres humanos.  Además, el Yiba es el lugar donde se celebra el Servicio Sagrado o Tsutome, para la salvación universal.

## Historia
El 18 de abril de 1798 nació en la aldea de Sanmaiden (actual ciudad de Tenri) la fundadora o "Oyasama", Miki Nakayama, en la familia Maegawa. Contrajo matrimonio con un miembro de la familia Nakayama, con Nakayama Zenbei de la aldea Shoyashiki, en 1810.
Año 1838, el 26 de octubre del calendario lunar (que equivale al 12 de diciembre del calendario gregoriano), alrededor de las 8:00 h, la Oyasama es establecida como Templo de Tsukihi, marcando así el inicio de la religion Tenrikyo. Según ella misma difundió, el Dios Pariente o Dios Padre y Madre, Oyagami o también llamado Tenri-Ō-no-Mikoto , le habría revelado su deseo de salvar a los seres humanos. En la tradición Tenrikyo, Nakayama Miki fue elegida como Santuario de Dios en 1838, después de que su hijo y su esposo comenzaran a sufrir graves dolencias. La familia llamó a un monje budista para que exorcizara el espíritu que causaba las dolencias. Cuando el monje se fue temporalmente y le pidió a Miki Nakayama que se hiciera cargo, ella indicó de que fue poseída por el dios Único (Tenri-O-no-Mikoto), quien exigió que Nakayama fuera entregado a Dios como un santuario. El marido de Nakayama cedió a esta petición tres días después.

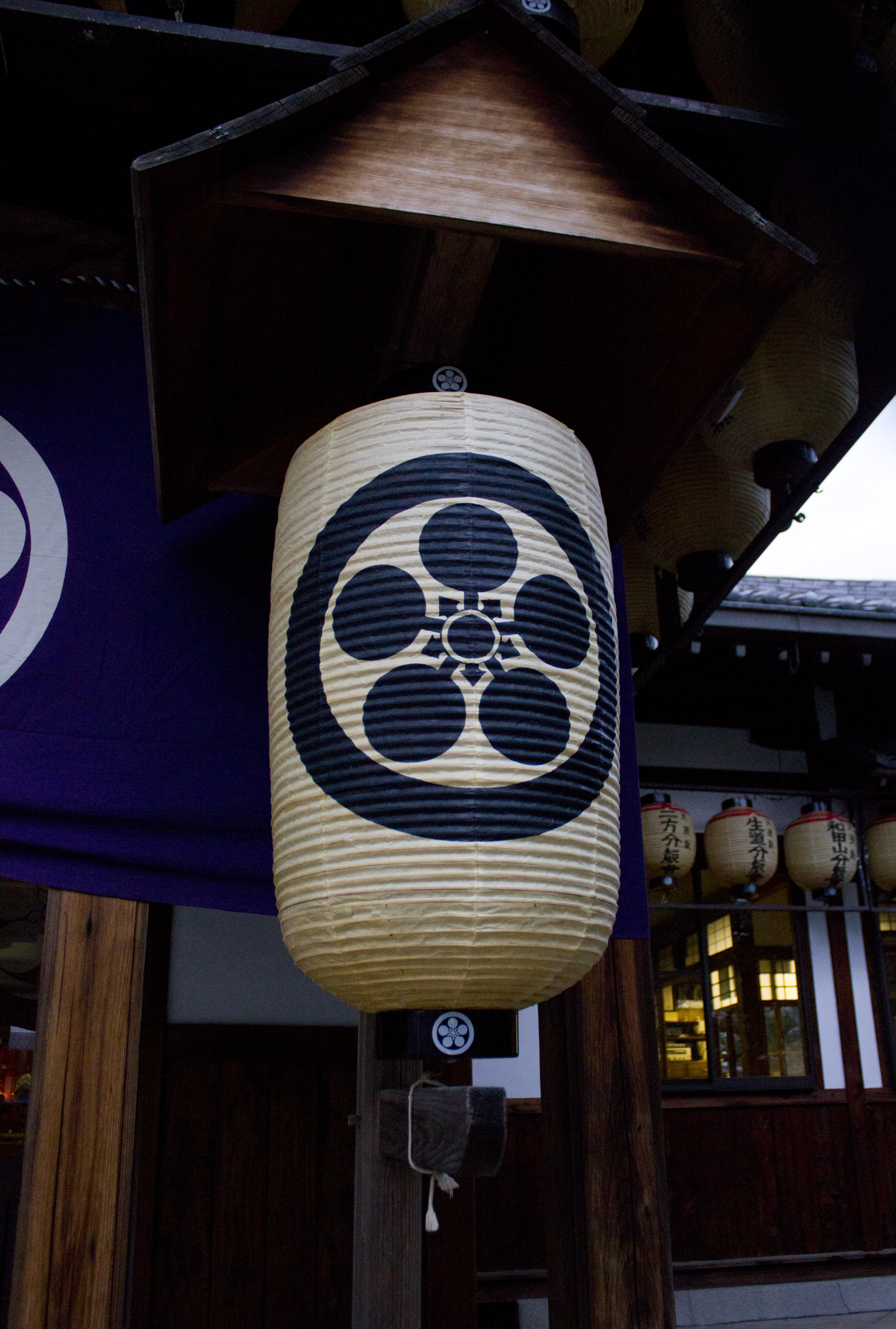
Linterna de una iglesia Tenrikyo

Año 1840, la Oyasama comienza a repartir sus pertenencias y los bienes de la familia con el fin de caer en la extrema pobreza. Al deshacerse de todas sus bienes y pertenencias dándolas a los demás, y al perder el apego a los bienes materiales, se inicia el camino a la vida plena a la alegría y felicidad. Comenzó a atraer seguidores, que creían que ella era una diosa viviente que podía curar a las personas y bendecir a las mujeres embarazadas con un parto seguro
Año 1854, la Oyasama comienza a conceder el Permiso para el Parto Feliz, que es una providencia para tener un embarazo con buen destino, que se efectúa en el Yiba.
Año 1864, comienza la construcción en Tenri del Lugar del Tsutome (primera construcción de Tenrikyo). Diversas obras se irán añadiendo a lo largo de los siguientes decenios, hasta la actualidad.
Año 1866, Oyasama comienza a enseñar el Tsutome, que es el ritual más importante de esta religión. en el año 1875, tiene lugar la Identificación del Yiba, como lugar donde se inició la humanidad. En 1867 obtuvo la autorización oficial de la Oficina Administrativa Sintoísta de Yoshida ( Yoshida jingi kanryō ) para realizar actividades religiosas.
Año 1880, para escapar de la incesante persecución del gobierno, el Tenrikyo se puso bajo la administración de un templo shugendō llamado Jifuku-ji. Durante este período, Tenri-Ō-no-Mikoto se llamó oficialmente Tenrin-Ō-Nyorai y se cambiaron los kanji de varias otras deidades, pero en 1890 Tenrikyo recibió la aprobación del gobierno Meiji y se restauraron los nombres originales.

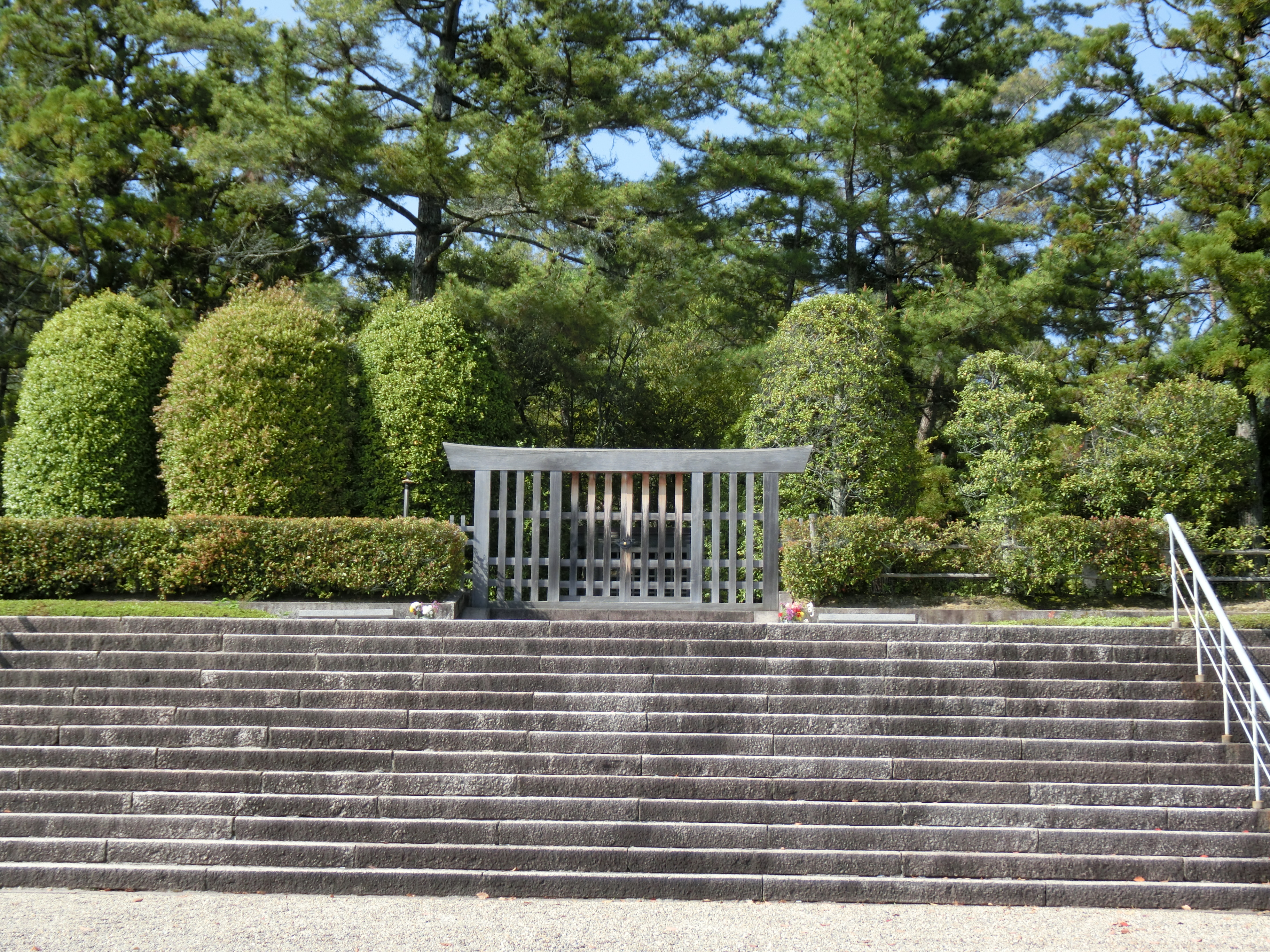
mauseoleo de Miki Nakayama

Año 1887, el 18 de febrero (26 de enero según el calendario lunar), falleció Miki Nakayama. En Tenrikyo se enseña que Oyasama no falleció, sino que ocultó su ser físico. En la actualidad consideran que si bien no se la puede ver físicamente,  permanece en la Residencia original como antes y sigue trabajando sin cambio alguno en la labor de la salvación mundial. Iburi Izō se convirtió en Honseki y comenzó a impartir instrucciones divinas (registradas en el Osashizu ), así como a otorgar el Sazuke en nombre de Miki Nakayama.
Año 1888 se establece la Sede de la Iglesia Tenrikyo bajo la supervisión directa del Sinto. Esto fue motivado a raíz de que el 26/1/1888 la ceremonia conmemorativa del primer aniversario fue disuelta por la Policía, y surgió la necesidad de ser reconocida la nueva religió de forma oficial, y así se iniciaron numerosas gestiones. Finalmente fue oficialmente reconocida en 1908.  
Año 1893 unos misioneros de Tenrikyo se dirigen a la Península de Corea, marcando el inicio de la misión en el extranjero. En 1897,el 12 de septiembre se establece la Iglesia Taichu en Taiwán, siendo la primera iglesia de Tenrikyo en el extranjero. 
Año En 1925, se estableció una escuela de lenguas extranjeras para misioneros, incluida lo que se convertiría en la Biblioteca Central Tenri . El mismo año se produjo el establecimiento de una imprenta, un departamento para la investigación de materiales doctrinales y biográficos y una importante expansión del sistema educativo de la iglesia, incluida una nueva escuela para niñas, una guardería, un jardín de infantes y una escuela primaria.
Año 1935, a medida que la guerra entre Japón y China creció y hasta la segunda guerra sino-japonesa, el control estatal del pensamiento religioso y secular se intensificó. Por ejemplo, en diciembre de 1935, las autoridades estatales destruyeron los edificios de la sede de Omotokyo y arrestaron a los líderes de la organización. Una semana más tarde, el 16 de diciembre de 1935, se envió a unos cuatrocientos policías a investigar la sede de la Iglesia Tenrikyo bajo sospecha de evasión de impuestos, aunque no había motivos para esa acusación. Después de que se aprobó la Ley de Movilización Nacional en 1938, la política japonesa en tiempos de guerra se fortaleció. En 1939, la sede de la Iglesia Tenrikyo anunció que reformaría su doctrina y ritual, bajo amenaza de disolución forzosa de la organización por parte de las autoridades estatales. Bajo la reforma, se retiraron copias del Ofudesaki y Osashizu , se eliminaron ciertos capítulos del Mikagura-uta,y no se permitió la realización del Servicio Kagura, un importante ritual Tenrikyo. Todas las predicaciones, ritos y eventos debían seguir la versión Meiji de la doctrina de Tenrikyo de 1903. La Ley de Organizaciones Religiosas de 1940 aumentó aún más la vigilancia y la opresión estatales en Japón.
En 1945, con el fin de la Segunda Guerra Mundial, se da inicio a la Restauración Doctrinal y del Tsutome, que había sido reformado por imperativos del Gobierno en el año 1939.  Hasta el año 2000 se van expandiendo centro y sedes misioneras en Estados Unidos, Brasil, Francia, Gran Bretaña, Hong Kong, Singapur, Nepal, y otros lugares.
Año 1954, el gobierno japonés fusionó los seis pueblos que rodeaban la sede central en una sola ciudad, que recibió el nombre de ciudad de Tenri. También el mismo año, otro aspecto de la "restauración" fue la construcción del Oyasato-yakata (おやさとやかた).

## Simbolismo

Bandera de Tenri

El escudo de Tenrikyo es una flor de ciruelo de cinco pétalos en un círculo, que representa la unidad y la conexión con la divinidad.

## Enseñanzas

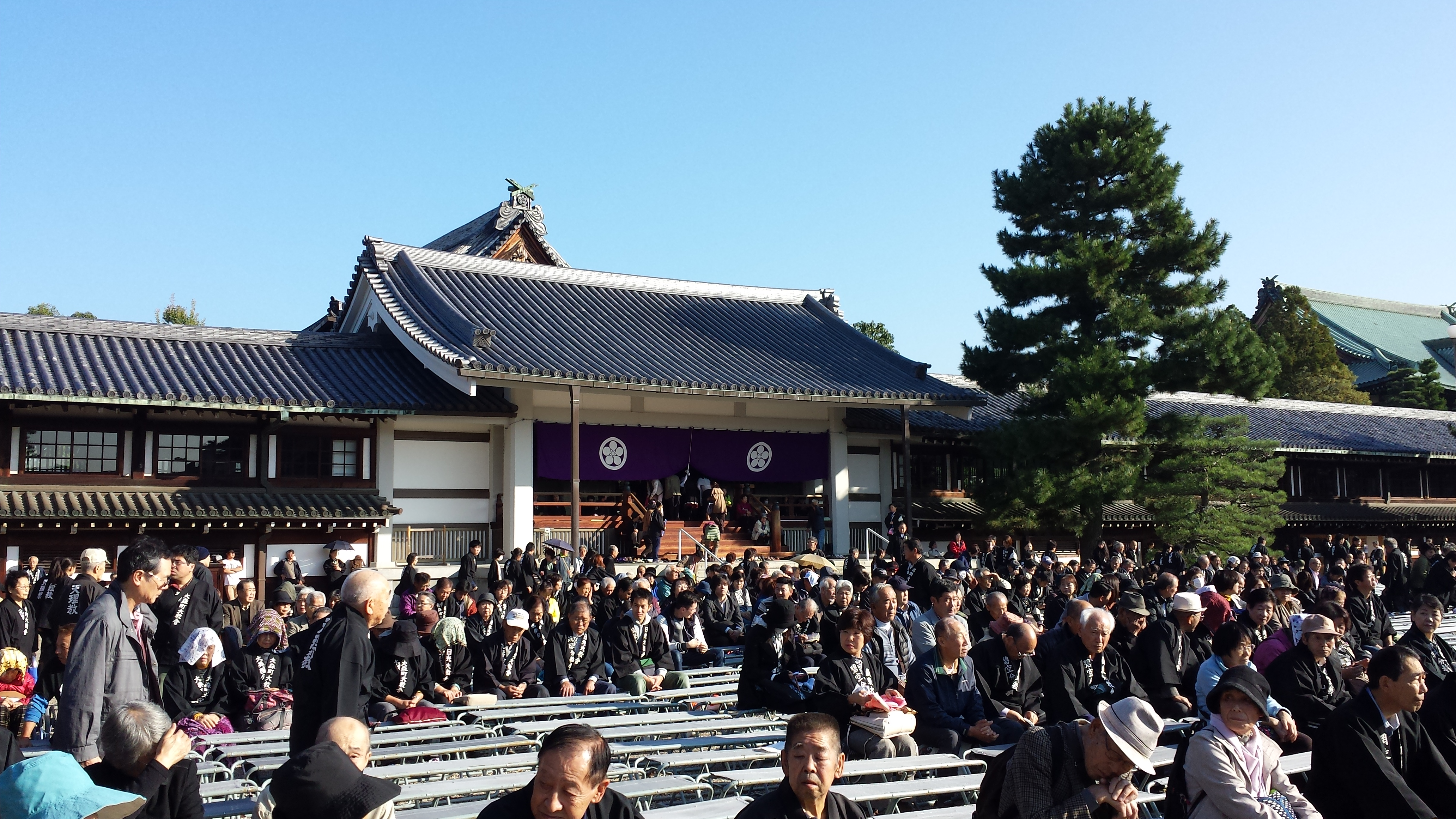
Reunión conmemorativa tomada la mañana del Gran Servicio de Otoño, el 26 de octubre de 2017.

La Tenrikyo (en japonés: 天理教 Tenrikyō) es una religión monoteísta originada a partir de las revelaciones que experimentó una carismática mujer japonesa llamada Miki Nakayama, la cual es conocida como Oyasama por sus seguidores. Los practicantes de la Tenrikyo creen que Dios, conocido con varios nombres incluido el de Tenri-o-no-mikoto, expresó su voluntad divina a través de Miki Nakayama, quien afirmaba ser el templo viviente de Dios, así como en menor medida , a través de Izo Iburi y otros líderes. El objetivo de Tenrikyo a nivel mundial es enseñar y promover la "Vida Gozosa", o vida plena de alegría y felicidad, que es cultivada a través de los actos de caridad y de la plenitud mental llamada Hinokishin. 
La enseñanza más básica de Tenrikyo es kashimono-karimono , que significa "algo prestado, algo prestado". Lo que se presta y se toma prestado es el cuerpo humano. Los seguidores de Tenrikyo piensan que sus mentes son cosas que están bajo su propio control, pero sus cuerpos no están completamente bajo su control.
En Tenrikyo, se cree que la persona humana está formada por mente , cuerpo y alma . La mente, a la que Dios Padre le da la libertad de sentir, sentir y actuar, deja de funcionar con la muerte. Por otro lado, el alma, a través del proceso de denaoshi (出直し, literalmente  'comenzar de nuevo') , toma un nuevo cuerpo prestado por Dios Padre y renace en este mundo. Aunque la persona renacida no tiene recuerdos de la vida anterior, sus pensamientos y acciones dejan su huella en el alma y se trasladan a la nueva vida como causalidad de la persona.  Como puede verse, la ontología de Tenrikyo, que se basa en la existencia de una única deidad creadora (Dios el Padre), difiere de la ontología budista, que no contiene una deidad creadora. También el concepto de salvación de Tenrikyo, que es vivir la Vida Gozosa en esta existencia y por lo tanto no promete una vida futura liberada fuera de esta existencia, difiere de los conceptos budistas de saṃsāra y nirvana. 

### Principales principios

#### Dios, Padre-Madre de toda la humanidad

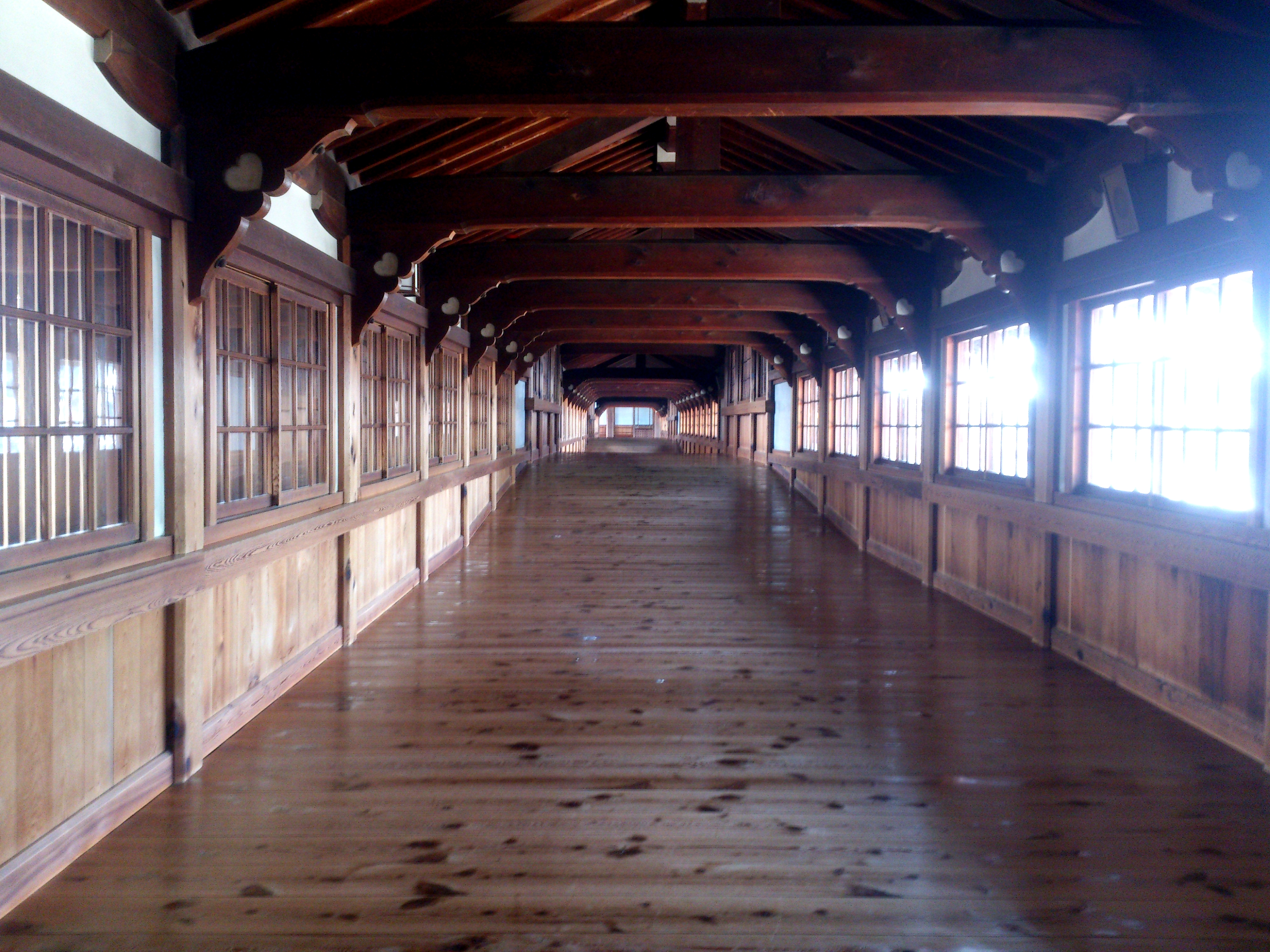
Galería en el interior de la sede central del Tenrikyo

Tenrikyo es la enseñanza revelada directamente por Dios Oyagami, Padre-Madre, con el deseo de salvar a los seres humanos y hacer vivir el Yokigurashi, que es la Vida Plena de Alegría y Felicidad. Se estipula que no solo creó el mundo y a los seres humanos, también vivifica y protege continuamente a los seres humanos. Y en las oraciones, se le reverencia invocándole como Tenri-O-no-Mikoto. Se enseña también que este mundo es el cuerpo de Dios, en todas partes encontramos las providencias divinas.

#### Ayudarse mutuamente entre hermanos
Se enseña que Dios creó a los seres humanos con el deseo de compartir su alegría viéndolos vivir en un mundo feliz. Esta Vida Plena de Alegría y Felicidad es un estado que se consigue mediante la convivencia fraternal y la ayuda mutua. Se enseña que uno se salva salvando al prójimo. Para poder alcanzar el mundo lleno de alegría y felicidad, las personas deben liberarse del egoísmo y tener presente la importancia de que todos los seres humanos son hijos de Dios, lo que a su vez los convierte en hermanos.

#### Las providencias según el corazón
También se enseña que el cuerpo humano es un préstamo de Dios y que solo el corazón pertenece a cada persona. La felicidad o desdicha se tiene según cada disposición espiritual. Esto se denomina la providencia de acuerdo con el corazón.

#### Reflexionar con la guía de Dios
A través de la fe de Tenrikyo no solo se debe de pedir a Dios lo que nos conviene a cada uno y a su familia, sino que en mayor grado hay que esforzarse en llegar a un estado en que todos se alegren juntos. A lo largo de la vida aparecerán enfermedades o sufrimientos, pero estos se considera que no son más que una orientación divina para la reflexión. Es al cambiar el mal andar del corazón de cada uno cuando se puede alcanzar la salvación.

#### Vida feliz
La Vida Gozosa en Tenrikyo se define como caridad y abstención de la codicia, el egoísmo, el odio, la ira, la codicia, la avaricia, el rencor y la arrogancia. Las tendencias negativas no se conocen como pecados en Tenrikyo, sino más bien como "polvo" que puede eliminarse de la mente mediante hinokishin y oración.

#### Limpiando el polvo de los corazones
Al oficiar el Tsutome, Servicio Sagrado, en Tenrikyo se reza recitando: «Ashiki o harote tasuke tamae Tenri-O-no-Mikoto (Limpiando los males sálvanos Tenri-O-no-Mikoto)». Esto muestra la actitud de que los males espirituales se limpian con la ayuda divina, y se ruega por la salvación de todos y cada uno. Los males espirituales son categorizados como polvo espiritual. Cada día hay la obligación de corregir el uso de nuestro corazón como si sacudiéramos las partículas minúsculas de polvo. Ahí está la base para recibir la salvación.

### Otras enseñanzas clave
- Tanno (Aceptación alegre) : una actitud constructiva hacia los problemas, las enfermedades y las dificultades.
- Juzen-no-Shugo : diez principios involucrados en la creación, que existen en Futatsu Hitotsu  y se considera que se aplican continuamente en todo el universo.

## Practicas

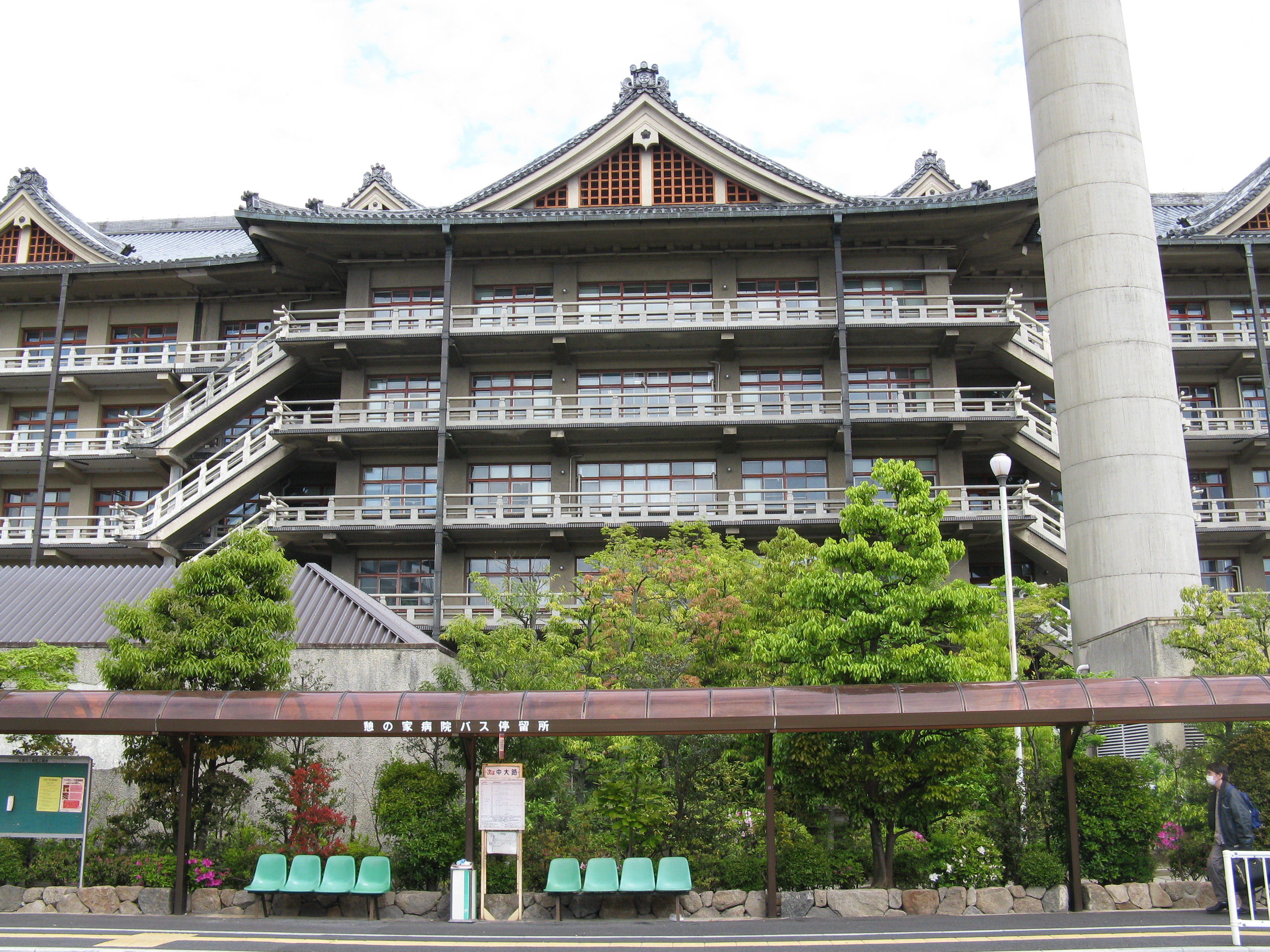
Hospital Tenri

Tenrikyo tiene diversas prácticas como el Tsutome (servicio sagrado), la lectura de los Textos Sagrados (Ofudesaki y Mikagura-uta), y la danza sagrada (Mikagura-uta). 

## Textos
Las tres escrituras (三原典, sangenten ) principales de Tenrikyo son Ofudesaki , Mikagura-uta y Osashizu .

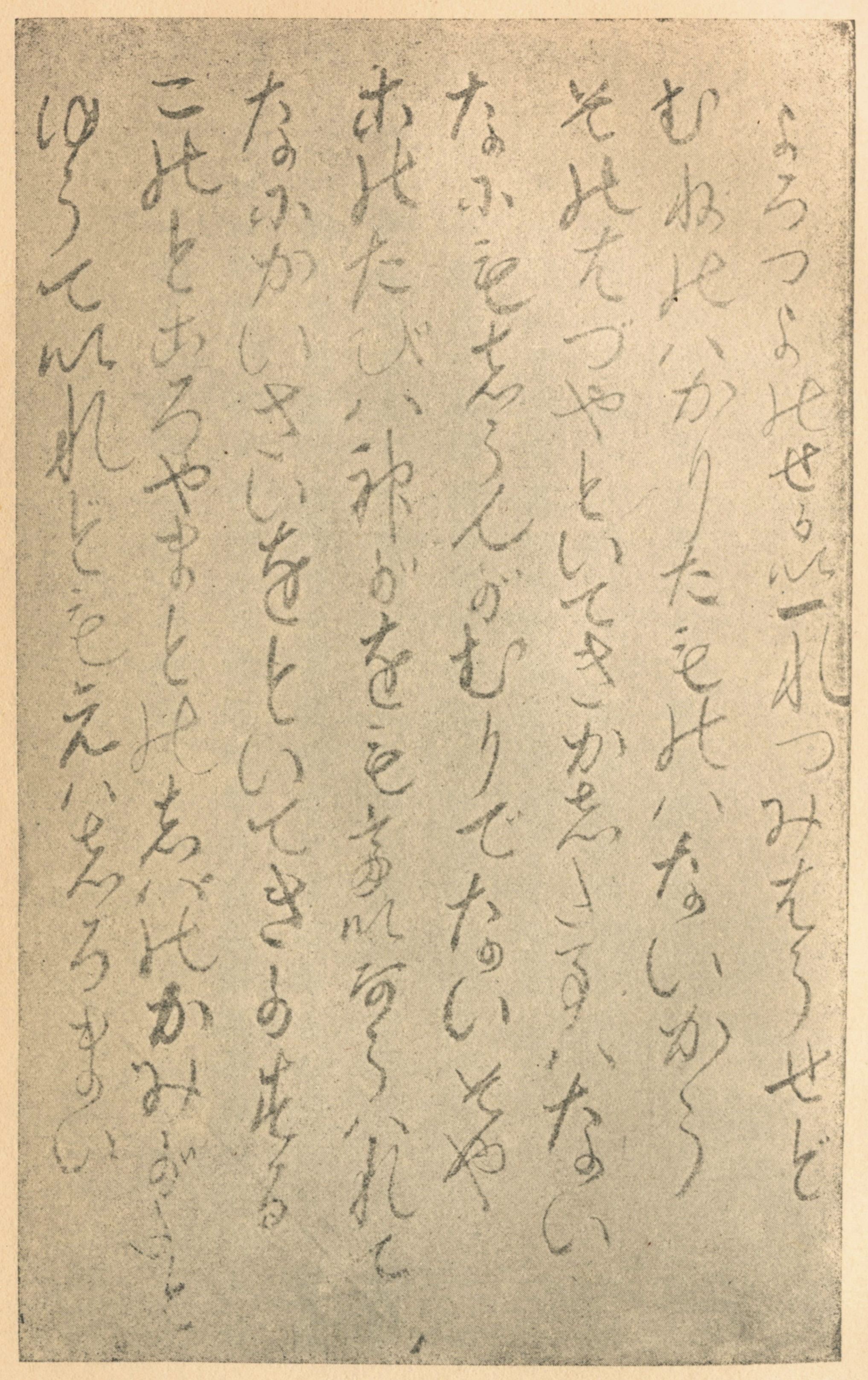
algunos versos del Ofudesaki

1. algunos versos del OfudesakiEl Ofudesaki (おふでさき, "Punta del pincel para escribir") es la escritura Tenrikyo más importante. El Ofudesaki , una colección de 17 volúmenes de 1.711 poemas waka , fue compuesta por la fundadora de Tenrikyo, Miki Nakayama, de 1869 a 1882.
2. El Mikagura-uta (みかぐらうた, "Las Canciones para el Servicio") es el texto del Servicio ( tsutome ) , un ritual religioso que tiene un lugar central en Tenrikyo.  Durante el Servicio, el texto de Mikagura-uta se canta junto con movimientos de danza y acompañamiento musical, todo lo cual fue compuesto y enseñado por Nakayama.
3. El Osashizu (おさしづ, "Divinas Direcciones") es un registro escrito de revelaciones orales dadas por Izo Iburi . La Escritura completa se publica en siete volúmenes (más un índice en tres volúmenes) y contiene alrededor de 20.000 "instrucciones divinas" pronunciadas entre el 4 de enero de 1887 y el 9 de junio de 1907

## Difusión

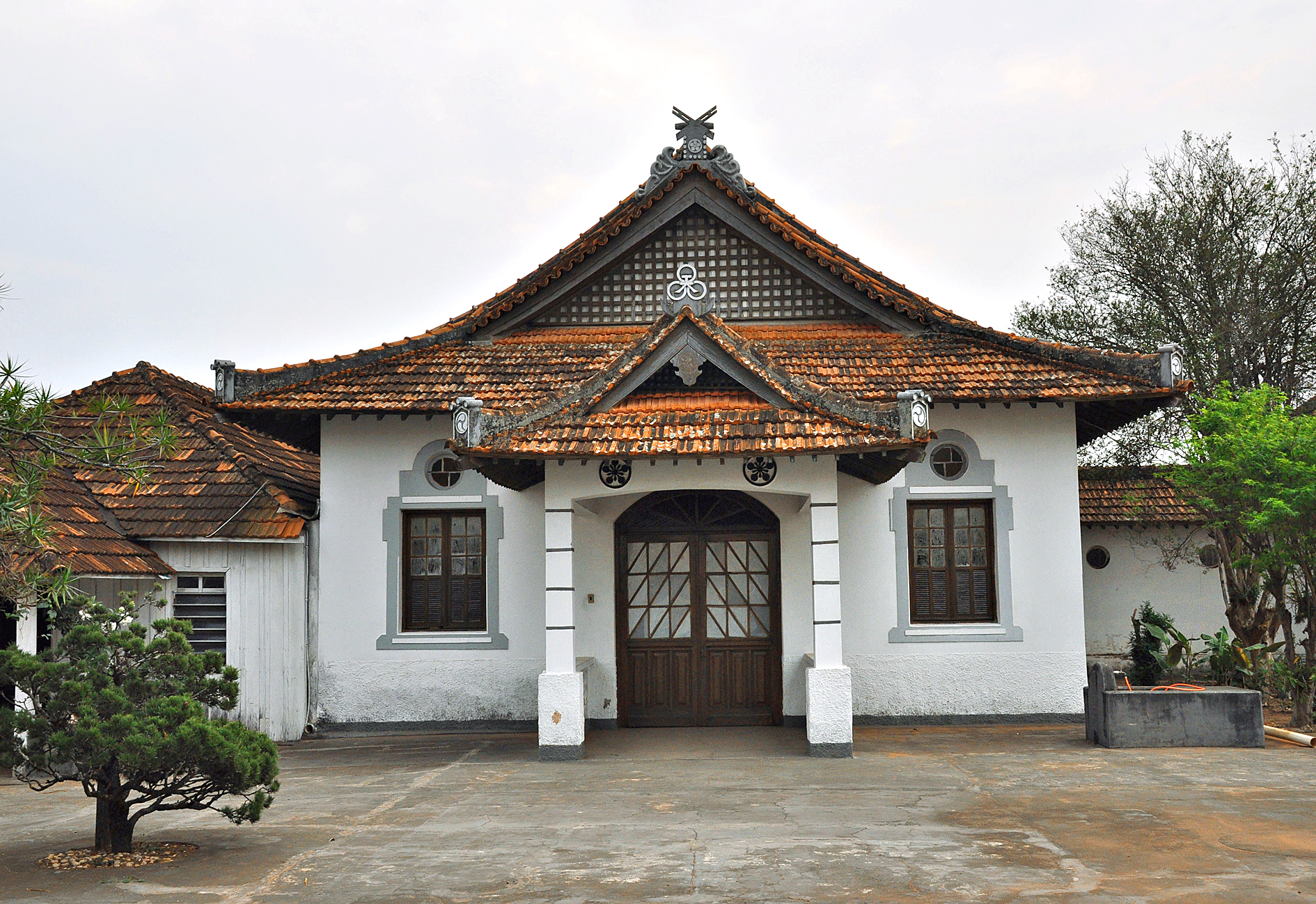
TEMPLO TENRIKYO – Marilia (Brasil) fue una de las ciudades que recibió más inmigrantes japoneses. Su historia está estrechamente ligada a la de los orientales. En la foto, el templo principal de la colonia en la ciudad, Tenrikyo. Habitualmente lo visitan incluso visitantes extranjeros. Marília – SP (Iglesias y Templos) – Ubicación: S 22° 12.055´ - W 49° 57.455´Crédito obligatorio – Foto: Cleber Fontoura

Dicha religión dispone de 16.833 iglesias operadas localmente en Japón. Tiene 1,75 millones de seguidores en Japón y se estima que tiene más de 2 millones en todo el mundo.
En Brasil se encuentran la mayor parte de los creyentes del exterior de Japón. En la actualidad existen templos en muchas partes del mundo: Estados Unidos, México, Colombia, Argentina, Paraguay y Perú. En Europa hay casas misioneras en España y Francia. De manera muy representativa se han abierto iglesias en El Congo y la labor de divulgación continúa aumentando en China, Corea, Australia, etc.

## Organización

### Jerarquía
La organización de la sede de la Iglesia Tenrikyo consiste principalmente en la sede propiamente dicha (本部honbu ), grandes iglesias (大教会daikyōkai ), iglesias filiales (分教会bunkyōkai ) y diócesis (教区kyōku ). Bajo la dirección de la sede principal hay una estructura organizativa dual, de modo que las grandes iglesias y las iglesias filiales ministran a los adherentes genealógicamente mientras que las diócesis ministran a los adherentes geográficamente.
En la cima de la jerarquía eclesiástica está Shinbashira , definido como el "líder espiritual y administrativo" de la sede de la Iglesia Tenrikyo.
Muchas de las grandes iglesias actuales fueron establecidas por misioneros a principios del siglo XX y, por lo general, los ministros principales de las grandes iglesias son sucesores hereditarios o adoptivos de esos primeros misioneros. Los ministros principales de las grandes iglesias están estrechamente afiliados a la sede y supervisan las iglesias hijas y nietas bajo su cuidado pastoral, llamadas iglesias filiales. Por lo tanto, la mayoría de las iglesias filiales pertenecen a una gran iglesia, y las dos forman el equivalente eclesiástico de una relación entre padres e hijos. Sin embargo, un pequeño grupo de iglesias filiales están directamente afiliadas a la sede por razones históricas o administrativas. 
La diócesis es responsable de supervisar las iglesias de Tenrikyo en una prefectura determinada . El administrador de la diócesis aprueba el mantenimiento de la iglesia, los presupuestos fiscales y la contratación y despido del personal de la iglesia.

### Otros aspectos organizativos

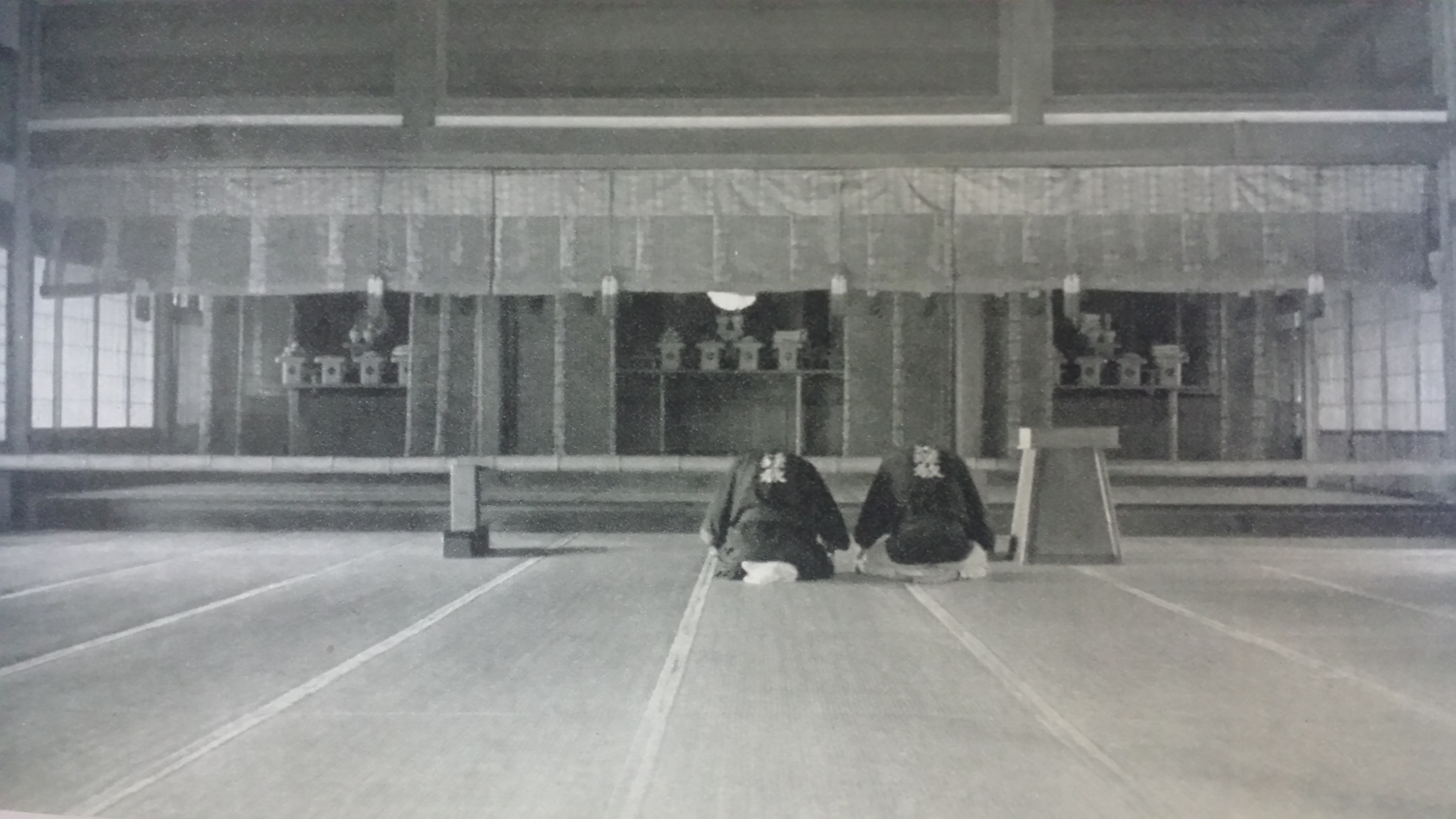
Salón Conmemorativo Tenrikyo, vista interior

Aunque Tenrikyo ahora está completamente separado del sintoísmo y el budismo desde el punto de vista organizativo, en los servicios religiosos de Tenrikyo, como el hassoku y el sanpo, se utilizaban tradicionalmente en los rituales japoneses, y el método de ofrenda también es tradicional.
La iglesia Tenrikyo dispone en Tenri de varias instituciones: a nivel educativo des de jardín de infancia hasta Universidad; a nivel social desde orfanato hasta hospital; a nivel cultural desde biblioteca hasta museo. Tenrikyo se subdivide en muchos grupos diferentes con objetivos comunes pero funciones diferentes. Estos van desde el Daikyokai ( literalmente,  'iglesia grande') , hasta cuerpos de socorro en casos de desastre, personal médico y hospitales, universidades, museos, bibliotecas y varias escuelas.

### Tenrikyo y los deportes
Según los principios religiosos del Tenrikyo, uno debe estar agradecido a Oyagami por brindarle un cuerpo y celebrar la vida con alegría a través de espectáculos deportivos. Como resultado, la educación deportiva es importante en la Universidad Tenri y en la escuela secundaria adscrita al movimiento religioso, que ha ganado el torneo nacional de béisbol en el estadio Kōshien en varias ocasiones. Varios campeones olímpicos de judo son antiguos alumnos de la Universidad de Tenri.

## Terminología

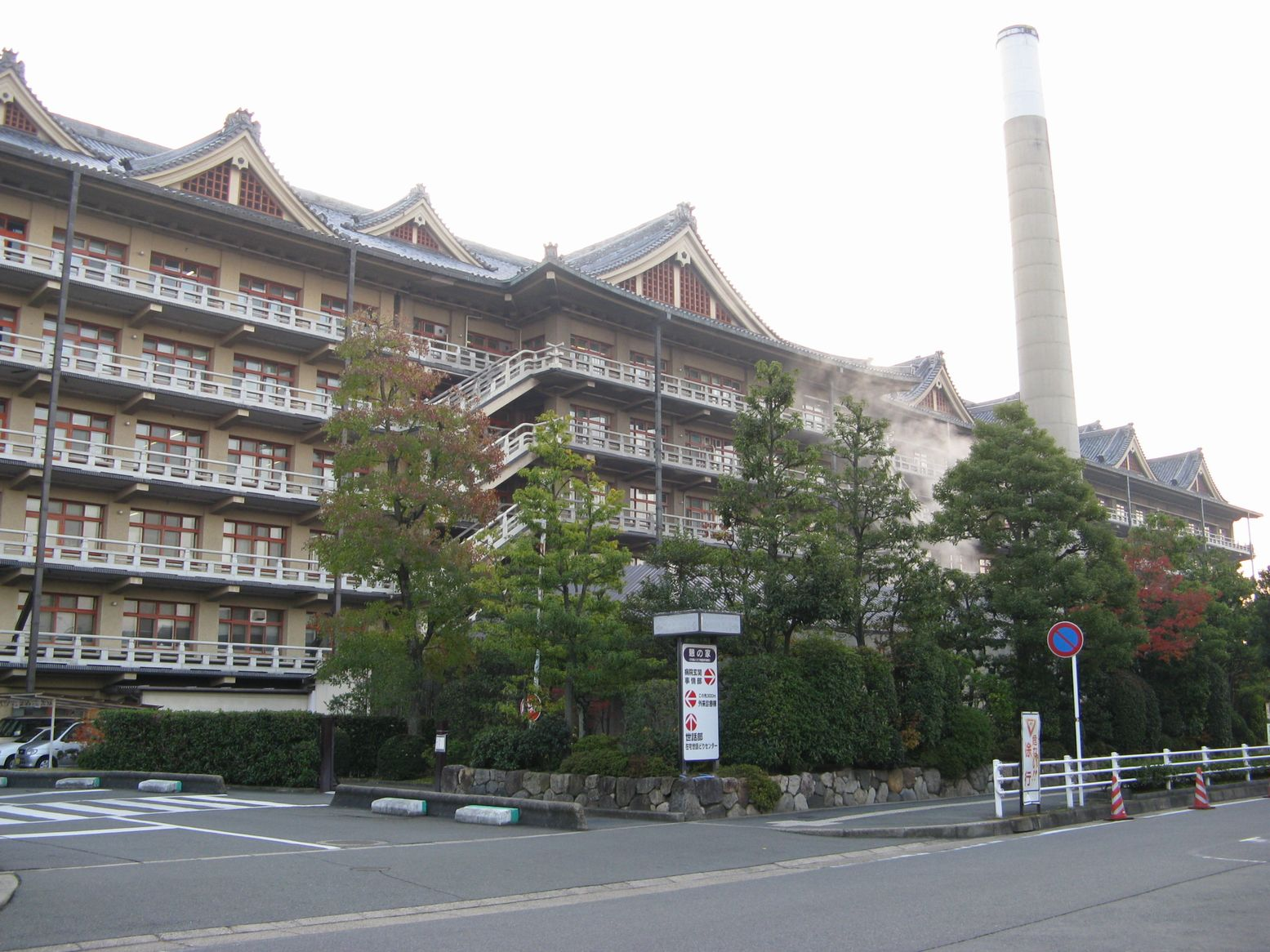
Hospital del Tenrikyo. En Tenri

- Hospital del Tenrikyo. En TenriHinokishin es el acto voluntario con el que se consagra el agradecimiento por la Providencia de Dios Oyagami. Significa en japonés: «hino» quiere decir «diario», y «kishin» significa «contribución monetaria o material a templos o santuarios». El Hinokishin tiene miles de formas diferentes de realizarse, como por ejemplo, si una persona aborda de manera alegre y animada cualquier asunto y con alegría desbordante conducidos por la fe, se aceptará como Hinokishin todo tipo de actos.
- Jiba: término equivalente en diversos idiomas a Yiba. Ver Yiba.
- Tsukihi: ver Tenri-O-no-Mikoto.
- Ofudesaki es un texto escrito directamente por Oyasama, que consta de 1711 versos, repartidos en 17 capítulos.
- Oya: ver Tenri-O-no-Mikoto.
- Oyagami: ver Tenri-O-no-Mikoto.
- Oyagamisama (Dios el Padre ), ver Tenri-O-no-Mikoto.
- Oyasama: así es como es llamada la fundadora Miki Nakayama.
- Oyasato-yakata  es un conjunto de edificios en la ciudad de Tenri que forman un cuadrado incompleto de 872 m de lado que rodea la Residencia Divina (Oyasato)[4]. La tarea de revitalizar el área alrededor de la Residencia se basó tanto en la profecía religiosa como en la planificación urbana, y la construcción comenzó en 1954 en un proyecto que continúa en la actualidad. El oyasato-yakata es una empresa organizativa masiva que los seguidores de Tenrikyo entienden como una práctica espiritual, creando una ciudad modelo que refleja su creencia en una vida feliz.  Como tal práctica, ha involucrado a toda la comunidad Tenrikyo, desde los voluntarios que ayudan en la construcción hasta los profesores que planifican el alcance de las futuras alas. Los arqueólogos también han excavado artefactos antiguos debajo de sus cimientos. El complejo incluye la Universidad Tenri , el Hospital Tenri , el Seminario Tenri, la Sala de Conferencias Besseki, el Shuyoka, dormitorios y la Escuela Secundaria Tenri. Actualmente están terminadas 25 alas del complejo. La estructura completa requiere 68 alas.
- Tenri-O-no-Mikoto: és el dios en el que creen los adeptos, y según el significado literal en su lengua original japonés, significa dios que rige y gobierna con los principios del cielo. En Tenrikyō, Dios no tiene género. Como es el Dios paterno-materno que creó a todos los seres humanos del mundo y que protege incluso ahora, le llaman con afecto «Dios Oyagami (Dios Padre-Madre)». También es referido en otros términos como «Tsukihi (Luna-Sol)» y «Oya (Padre-Madre)». Los seguidores usan la frase "Dios el Padre" ( Oyagamisama ) para referirse a Dios, y el nombre divino "Tenri-O-no-Mikoto" cuando alaban o adoran a Dios a través de la oración o el ritual. Es el Dios que creó a los seres humanos y el mundo teniendo como objetivo el «Yokigurashi, Vida Plena de Alegría y Felicidad». Es también el Dios que otorga mediante su Providencia los trabajos que rigen y equilibran todos los aspectos del universo, incluyendo los del fuego, el agua y el viento en el mundo, y del calor, la humedad y la función respiratoria en el cuerpo humano.

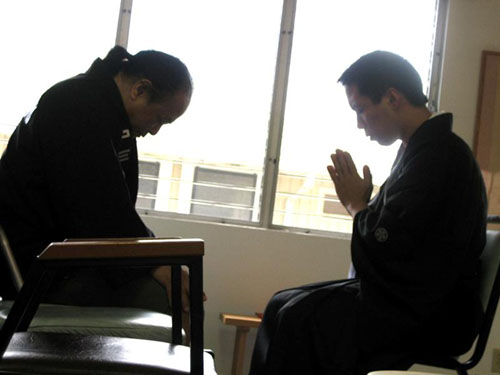
Administrando el "Sazuke"

- Administrando el "Sazuke"Sazuke: es la oración que se administra a quienes sufren de enfermedades solicitando la gracia para su recuperación.
- Shinbashira: es el "líder espiritual y administrativo" de la sede de la Iglesia Tenrikyo.

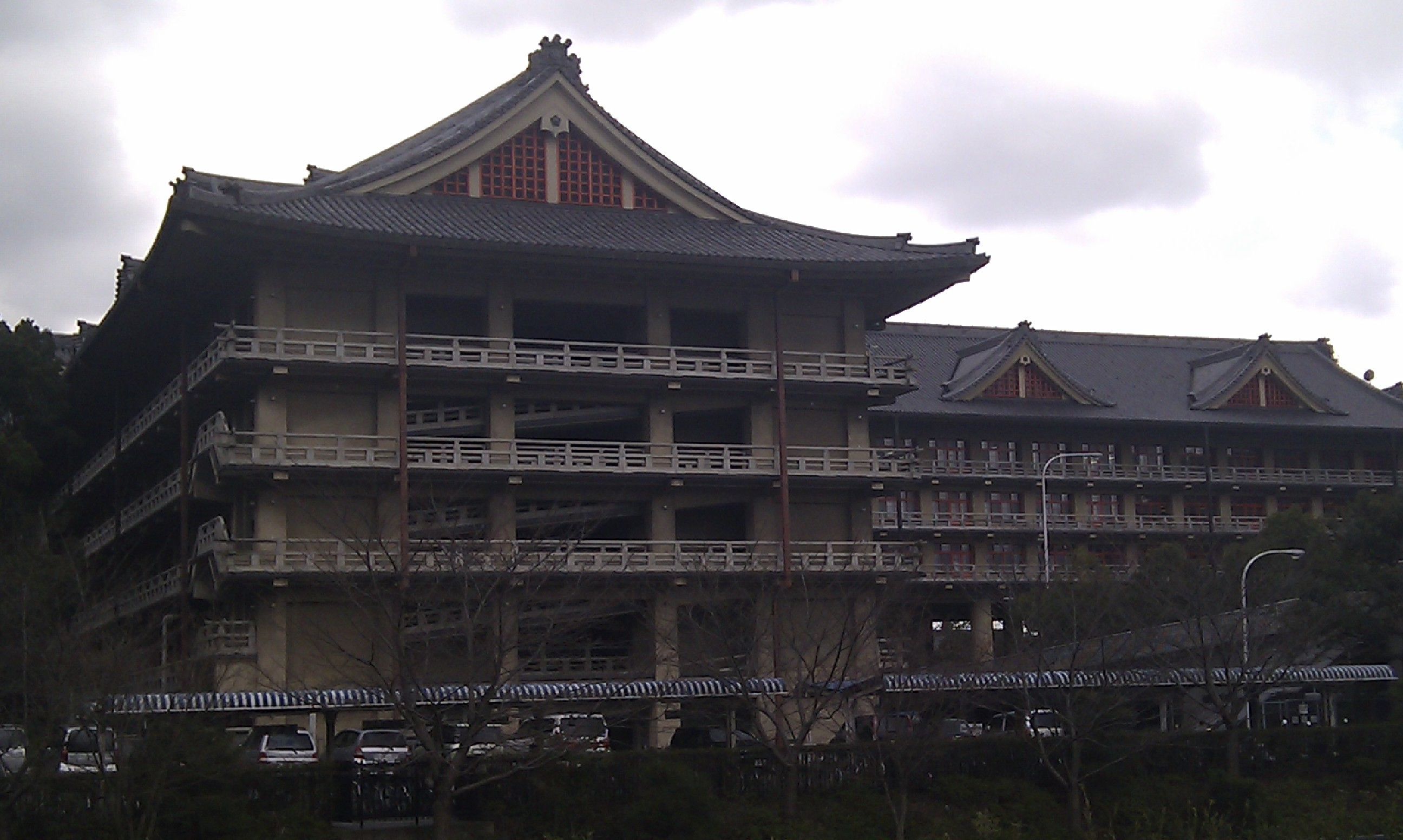
Universidad de Tenri

- Universidad de TenriTsutome: es el ritual más importante en Tenrikyo como el medio de salvación a fin de lograr el «Yokigurashi» de las personas de todo el mundo. El 26 de cada mes se celebra el «Tsutome del Kagura» en torno al Yiba para orar por el Yokigurashi de toda la humanidad. El Tsutome del Kagura reproduce la Providencia maravillosa y extraordinaria con la cual de Dios Oyagami creó de la nada a los seres humanos y el mundo. En cuanto al Tsutome, dirigidos por el Jikata, cantante principal de los Himnos del Tsutome, los diez Oficiantes del Tsutome realizan los movimientos de las manos en armonía con la melodía de los nueve instrumentos musicales. Se celebra con los Himnos Sagrados, los instrumentos musicales y los movimientos de las manos en unión espiritual, orando no solo por la curación de enfermedades o resolución de problemas individuales graves, sino por la salvación del sufrimiento de todas las personas y la reconstrucción al mundo de «Yokigurashi». Además de esto, en la Sede de la Iglesia Tenrikyo se oficia el Tsutome Matutino al amanecer y el Tsutome Vespertino al atardecer.
- Yiba: el lugar donde fueron creados por primera vez los seres humanos es el «Yiba», y que es precisamente donde Dios Oyagami mora y la tierra natal de toda la humanidad. Se se encuentra en el centro del Santuario Principal de la Sede de la Iglesia Tenrikyo, ubicada en la ciudad de Tenri, Japón. Como testimonio de la creación humana, en el Yiba está instalado el «Kanrodai», Pedestal del Néctar, siendo el símbolo de veneración. Además, en torno al «Yiba» se celebra el «Tsutome del Kagura», el cual ora por la reconstrucción del mundo a uno de Yokigurashi. El área que rodea al «Yiba» es conocida como «Oyasato, Hogar Paterno». Una peregrinación al Jiba se interpreta como un regreso al origen, por lo que el saludo okaeri nasai ("bienvenido a casa") se ve en muchas posadas i viviendas de la ciudad de Tenri.
- Yokigurashi, o Vida Plena de Alegría y Felicidad, es el estilo de vida en el que agradecen la bendición de Dios Oyagami. Los medios para la salvación que conducen hacia el Yokigurashi, son el «Tsutome» y el «Sazuke» (Ver “Tsutome y Sazuke”).